# ارنستو وارونا
ارنستو وارونا (اسپانیایی: Ernesto Varona‎؛ زادهٔ ۷ نوامبر ۱۹۴۰) وزنه‌بردار اهل کوبا بود. وی در بازی‌های المپیک تابستانی ۱۹۶۴ شرکت کرده‌است.